# Danh sách xã thuộc tỉnh Lai Châu
Tính đến ngày 1 tháng 2 năm 2020, tỉnh Lai Châu có 106 đơn vị hành chính cấp xã, trong đó có 94 xã.
Dưới đây là danh các xã thuộc tỉnh Lai Châu hiện nay.
| Xã            | Trực thuộc         | Diện tích (km²) | Dân số (người) | Mật độ dân số (người/km²) | Thành lập |
| ------------- | ------------------ | --------------- | -------------- | ------------------------- | --------- |
| Bản Bo        | Huyện Tam Đường    |                 |                |                           |           |
| Bản Giang     | Huyện Tam Đường    |                 |                |                           |           |
| Bản Hon       | Huyện Tam Đường    |                 |                |                           |           |
| Bản Lang      | Huyện Phong Thổ    |                 |                |                           |           |
| Bình Lư       | Huyện Tam Đường    |                 |                |                           |           |
| Bum Nưa       | Huyện Mường Tè     |                 |                |                           |           |
| Bum Tở        | Huyện Mường Tè     |                 |                |                           |           |
| Căn Co        | Huyện Sìn Hồ       |                 |                |                           |           |
| Chăn Nưa      | Huyện Sìn Hồ       |                 |                |                           |           |
| Dào San       | Huyện Phong Thổ    |                 |                |                           |           |
| Giang Ma      | Huyện Tam Đường    |                 |                |                           |           |
| Hoang Thèn    | Huyện Phong Thổ    |                 |                |                           |           |
| Hố Mít        | Huyện Tân Uyên     |                 |                |                           |           |
| Hồ Thầu       | Huyện Tam Đường    |                 |                |                           |           |
| Hồng Thu      | Huyện Sìn Hồ       |                 |                |                           |           |
| Hua Bum       | Huyện Nậm Nhùn     |                 |                |                           |           |
| Hua Nà        | Huyện Than Uyên    |                 |                |                           |           |
| Huổi Luông    | Huyện Phong Thổ    |                 |                |                           |           |
| Ka Lăng       | Huyện Mường Tè     |                 |                |                           |           |
| Kan Hồ        | Huyện Mường Tè     |                 |                |                           |           |
| Khoen On      | Huyện Than Uyên    |                 |                |                           |           |
| Khổng Lào     | Huyện Phong Thổ    |                 |                |                           |           |
| Khun Há       | Huyện Tam Đường    |                 |                |                           |           |
| Lản Nhì Thàng | Huyện Phong Thổ    |                 |                |                           |           |
| Làng Mô       | Huyện Sìn Hồ       |                 |                |                           |           |
| Lê Lợi        | Huyện Nậm Nhùn     |                 |                |                           |           |
| Lùng Thàng    | Huyện Sìn Hồ       |                 |                |                           |           |
| Ma Li Pho     | Huyện Phong Thổ    |                 |                |                           |           |
| Ma Quai       | Huyện Sìn Hồ       |                 |                |                           |           |
| Mồ Sì San     | Huyện Phong Thổ    |                 |                |                           |           |
| Mù Cả         | Huyện Mường Tè     |                 |                |                           |           |
| Mù Sang       | Huyện Phong Thổ    |                 |                |                           |           |
| Mường Cang    | Huyện Than Uyên    |                 |                |                           |           |
| Mường Khoa    | Huyện Tân Uyên     |                 |                |                           |           |
| Mường Kim     | Huyện Than Uyên    |                 |                |                           |           |
| Mường Mít     | Huyện Than Uyên    |                 |                |                           |           |
| Mường Mô      | Huyện Nậm Nhùn     |                 |                |                           |           |
| Mường So      | Huyện Phong Thổ    |                 |                |                           |           |
| Mường Tè      | Huyện Mường Tè     |                 |                |                           |           |
| Mường Than    | Huyện Than Uyên    |                 |                |                           |           |
| Nà Tăm        | Huyện Tam Đường    |                 |                |                           |           |
| Nậm Ban       | Huyện Nậm Nhùn     |                 |                |                           |           |
| Nậm Cần       | Huyện Tân Uyên     |                 |                |                           |           |
| Nậm Cha       | Huyện Sìn Hồ       |                 |                |                           |           |
| Nậm Chà       | Huyện Nậm Nhùn     |                 |                |                           |           |
| Nậm Cuổi      | Huyện Sìn Hồ       |                 |                |                           |           |
| Nậm Hàng      | Huyện Nậm Nhùn     |                 |                |                           |           |
| Nậm Hăn       | Huyện Sìn Hồ       |                 |                |                           |           |
| Nậm Khao      | Huyện Mường Tè     |                 |                |                           |           |
| Nậm Mạ        | Huyện Sìn Hồ       |                 |                |                           |           |
| Nậm Manh      | Huyện Nậm Nhùn     |                 |                |                           |           |
| Nậm Pì        | Huyện Nậm Nhùn     |                 |                |                           |           |
| Nậm Sỏ        | Huyện Tân Uyên     |                 |                |                           |           |
| Nậm Tăm       | Huyện Sìn Hồ       |                 |                |                           |           |
| Nậm Xe        | Huyện Phong Thổ    |                 |                |                           |           |
| Noong Hẻo     | Huyện Sìn Hồ       |                 |                |                           |           |
| Nùng Nàng     | Huyện Tam Đường    |                 |                |                           |           |
| Pa Khóa       | Huyện Sìn Hồ       |                 |                |                           |           |
| Pa Tần        | Huyện Sìn Hồ       |                 |                |                           |           |
| Pa Ủ          | Huyện Mường Tè     |                 |                |                           |           |
| Pa Vây Sử     | Huyện Phong Thổ    |                 |                |                           |           |
| Pa Vệ Sủ      | Huyện Mường Tè     |                 |                |                           |           |
| Pắc Ta        | Huyện Tân Uyên     |                 |                |                           |           |
| Pha Mu        | Huyện Than Uyên    |                 |                |                           |           |
| Phăng Sô Lin  | Huyện Sìn Hồ       |                 |                |                           |           |
| Phìn Hồ       | Huyện Sìn Hồ       |                 |                |                           |           |
| Phúc Khoa     | Huyện Tân Uyên     |                 |                |                           |           |
| Phúc Than     | Huyện Than Uyên    |                 |                |                           |           |
| Pú Đao        | Huyện Nậm Nhùn     |                 |                |                           |           |
| Pu Sam Cáp    | Huyện Sìn Hồ       |                 |                |                           |           |
| Sà Dề Phìn    | Huyện Sìn Hồ       |                 |                |                           |           |
| San Thàng     | Thành phố Lai Châu | 25,71           |                |                           |           |
| Sì Lở Lầu     | Huyện Phong Thổ    |                 |                |                           |           |
| Sin Suối Hồ   | Huyện Phong Thổ    |                 |                |                           |           |
| Sơn Bình      | Huyện Tam Đường    |                 |                |                           |           |
| Sùng Phài     | Thành phố Lai Châu | 49,66           |                |                           |           |
| Tá Bạ         | Huyện Mường Tè     |                 |                |                           |           |
| Ta Gia        | Huyện Than Uyên    |                 |                |                           |           |
| Tà Hừa        | Huyện Than Uyên    |                 |                |                           |           |
| Tả Lèng       | Huyện Tam Đường    |                 |                |                           |           |
| Tà Mít        | Huyện Tân Uyên     |                 |                |                           |           |
| Tà Mung       | Huyện Than Uyên    |                 |                |                           |           |
| Tả Ngảo       | Huyện Sìn Hồ       |                 |                |                           |           |
| Tả Phìn       | Huyện Sìn Hồ       |                 |                |                           |           |
| Tà Tổng       | Huyện Mường Tè     |                 |                |                           |           |
| Thân Thuộc    | Huyện Tân Uyên     |                 |                |                           |           |
| Thèn Sin      | Huyện Tam Đường    |                 |                |                           |           |
| Thu Lũm       | Huyện Mường Tè     |                 |                |                           |           |
| Trung Chải    | Huyện Nậm Nhùn     |                 |                |                           |           |
| Trung Đồng    | Huyện Tân Uyên     |                 |                |                           |           |
| Tủa Sín Chải  | Huyện Sìn Hồ       |                 |                |                           |           |
| Tung Qua Lìn  | Huyện Phong Thổ    |                 |                |                           |           |
| Vàng Ma Chải  | Huyện Phong Thổ    |                 |                |                           |           |
| Vàng San      | Huyện Mường Tè     |                 |                |                           |           |